# ورسان (مزرعة نو)
ورسان (بالفارسية: ورسان) هي قرية تقع في إيران في مركزي. يقدر عدد سكانها بـ 112 نسمة بحسب إحصاء 2016.